# 7611 Hashitatsu
7611 Hashitatsu eller 1996 BW1 är en asteroid i huvudbältet som upptäcktes den 23 januari 1996 av den japanska astronomen Takao Kobayashi vid Ōizumi-observatoriet. Den är uppkallad efter Tatsuo Hashimoto.
Asteroiden har en diameter på ungefär 24 kilometer.